# Brunettia jefliensis
Brunettia jefliensis és una espècie d'insecte dípter pertanyent a la família dels psicòdids que es troba a Indonèsia: Papua Occidental.